# Гамід Сурян
Гамід Сорян  (перс. حمید سوریان ریحانپور нар. 24 серпня 1985) — іранський борець, шестиразовий чемпіон світу, дворазовий чемпіон Азії, олімпійський чемпіон.
Боротьбою займається з 1998 року.

## Виступи на Олімпіадах
| Змагання                    | Збірна | Вагова категорія | Місце  |
| --------------------------- | ------ | ---------------- | ------ |
| Літні Олімпійські ігри 2008 | Іран   | 55 кг            | 5      |
| Літні Олімпійські ігри 2012 | Іран   | 55 кг            | Золото |
| Літні Олімпійські ігри 2016 | Іран   | 59 кг            | 11     |

## Виступи на Чемпіонатах світу
| Змагання                        | Збірна | Вагова категорія | Місце  |
| ------------------------------- | ------ | ---------------- | ------ |
| Чемпіонат світу з боротьби 2005 | Іран   | 55 кг            | Золото |
| Чемпіонат світу з боротьби 2006 | Іран   | 55 кг            | Золото |
| Чемпіонат світу з боротьби 2007 | Іран   | 55 кг            | Золото |
| Чемпіонат світу з боротьби 2009 | Іран   | 55 кг            | Золото |
| Чемпіонат світу з боротьби 2010 | Іран   | 55 кг            | Золото |
| Чемпіонат світу з боротьби 2014 | Іран   | 59 кг            | Золото |

## Виступи на Чемпіонатах Азії
| Змагання                       | Збірна | Вагова категорія | Місце  |
| ------------------------------ | ------ | ---------------- | ------ |
| Чемпіонат Азії з боротьби 2007 | Іран   | 55 кг            | Золото |
| Чемпіонат Азії з боротьби 2008 | Іран   | 55 кг            | Золото |

## Виступи на Азійських іграх
| Змагання           | Збірна | Вагова категорія | Місце |
| ------------------ | ------ | ---------------- | ----- |
| Азійські ігри 2010 | Іран   | 55 кг            | 5     |

## Виступи на Кубках світу
| Змагання                    | Збірна | Вагова категорія | Місце  |
| --------------------------- | ------ | ---------------- | ------ |
| Кубок світу з боротьби 2012 | Іран   | 55 кг            | Срібло |
| Кубок світу з боротьби 2014 | Іран   | 55 кг            | Золото |

## Виступи на інших змаганнях
| Змагання                                                                        | Збірна | Вагова категорія | Місце  |
| ------------------------------------------------------------------------------- | ------ | ---------------- | ------ |
| Золотий Гран-прі з боротьби 2006                                                | Іран   | 55 кг            | Бронза |
| Турнір Дана Колова — Николи Петрова 2007                                        | Іран   | 55 кг            | Бронза |
| Золотий Гран-прі з боротьби 2010                                                | Іран   | 60 кг            | Золото |
| Турнір Г. Картозія і В. Балавадзе 2011                                          | Іран   | 60 кг            | 13     |
| Тестовий турнір FILA 2011                                                       | Іран   | 60 кг            | 5      |
| Олімпійський кваліфікаційний турнір з греко-римської боротьби 2012              | Іран   | 55 кг            | Срібло |
| Золотий Гран-прі з боротьби 2014                                                | Іран   | 59 кг            | Золото |
| Кубок Владислава Пітласинські 2014                                              | Іран   | 66 кг            | Золото |
| Турнір Дана Колова — Николи Петрова 2015                                        | Іран   | 59 кг            | 9      |
| Кубок Владислава Пітласинські 2015                                              | Іран   | 59 кг            | 23     |
| Олімпійський кваліфікаційний турнір з греко-римської боротьби 2016 (Астана)     | Іран   | 59 кг            | 7      |
| Олімпійський кваліфікаційний турнір з греко-римської боротьби 2016 (Улан-Батор) | Іран   | 59 кг            | 11     |
| Олімпійський кваліфікаційний турнір з греко-римської боротьби 2016 (Стамбул)    | Іран   | 59 кг            | Золото |